# キスム国際空港
キスム国際空港とは、ケニアの西部の港湾都市・キスムに設置されている空港である。ビクトリア湖の湖岸に存在する。おおよそ、南緯0度5分10秒、東経34度43分44秒に位置する、ほぼ赤道付近の空港として知られる。
この空港は、ケニア国内に幾つか設置されている国際空港の1つでもある。
それまでは約2kmだった滑走路が、2011年に約3.3kmに延長されたため、より大きな航空機の離着陸が可能となった。なお、この空港には今後も設備を拡張してゆく計画が存在している。